# Pacto de no agresión sino-soviético

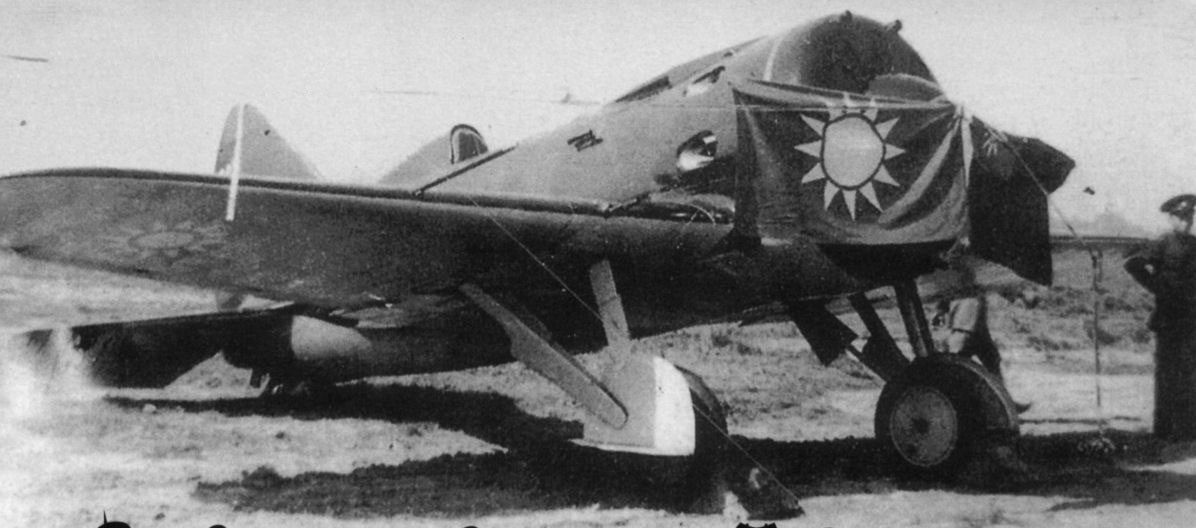
Polikarpov I-16 con una insignia china. El I-16 era el avión de combate principal utilizado por la Fuerza Aérea China y voluntarios soviéticos.

El Pacto de no agresión sino-soviético (en chino tradicional: 中蘇互不侵犯條約; chino simplificado: 中苏互不侵犯条约; en pinyin: Zhōng-sū hù bù qīnfàn tiáoyuē) fue firmado en Nanjing el 21 de agosto de 1937, entre la República de China y la Unión Soviética durante la segunda guerra sino-japonesa. Entró en vigencia el día en que se firmó. Fue registrado en la Lista de Tratados de la Liga de las Naciones el 8 de septiembre de 1937.

## Efectos
Al principio, el tratado llevó a mejorar las relaciones entre el Kuomintang, el gobierno de Chiang Kai-shek y la URSS. Tras la firma del pacto, la Unión Soviética comenzó a enviar aviones al gobierno nacional chino en la Operación Zet, así como a la ayuda económica para ayudar a evitar la ocupación japonesa. Chiang esperaba que esto fuera un precursor de la intervención soviética en la guerra; sin embargo, con el paso del tiempo, pronto se dio cuenta de que la URSS estaba restringida en cuanto a la ayuda que realmente podía proporcionar, debido a que no quería alterar la alianza tácita con Gran Bretaña, Francia y más tarde Estados Unidos, que favoreció a China en la guerra, pero apoyaría a Japón contra la URSS para debilitar a ambos.
El tratado también permitió a la URSS centrar más su atención en la frontera occidental donde se estaba la Alemania nazi preparándose para una guerra con la URSS, especialmente después de que se firmara el Pacto de Neutralidad Soviético-Japonés. El pacto contribuyó al empeoramiento de la relación entre China y la Alemania nazi, que ya había visto el final de la asistencia militar alemana en China.

## Ruptura del pacto por la Unión Soviética
Irónicamente, en 1937, mientras se firmaba el pacto, los soviéticos lo rompieron antes y después de la firma, dirigiendo la Guerra de Xinjiang (1937) de agosto a octubre.
El ejército soviético estaba ayudando a su gobernador títere Sheng Shicai en Xinjiang. El general musulmán del Kuomintang, Ma Hushan, dirigió a la 36.ª División (Ejército Nacional Revolucionario) para resistir la invasión.
Antes de la invasión, Ma Hushan se había comunicado con Chiang Kaishek, y le mencionó a Peter Fleming que Chiang iba a enviar ayuda para luchar contra los soviéticos. Sin embargo, el estallido de la guerra con Japón llevó a Ma Hushan a enfrentarse a la invasión soviética, a pesar de resistir y matar a los soldados rusos, las fuerzas de Ma Hushan eventualmente sucumbieron al bombardeo con gas mostaza soviético, y Ma Hushan huyó a la India, donde tomó un barco de vuelta a china.
Sheng Shicai luego invitó a las fuerzas soviéticas a la guarnición en Turfán, justo al lado de la provincia de Gansu.
El gobierno de la República de China era plenamente consciente de la invasión soviética de la provincia de Xinjiang y de las tropas soviéticas que se movían alrededor de Xinjiang y Gansu, pero se vio obligado a enmascarar estas maniobras al público como "propaganda japonesa" para evitar un incidente internacional y para continuar con los suministros militares de los soviéticos.
El gobierno chino respondió con sus propios movimientos militares. El general musulmán Ma Buqing tenía el control virtual del corredor de Gansu en ese momento. Ma Buqing había luchado anteriormente contra los japoneses, pero como la amenaza soviética era grande, Chiang hizo algunos arreglos con respecto a la posición de Ma. En julio de 1942, Chiang Kai-shek ordenó a Ma Buqing que moviera a 30.000 de sus tropas a la marisma de Tsaidam en la cuenca de Qaidam de Qinghai. Chiang nombró Comisionado de Recuperación a Ma, para amenazar el flanco sur de Sheng Shicai en Xinjiang, que limitaba con Tsaidam.
Después de que Ma evacuara sus posiciones en Gansu, las tropas del Kuomintang del centro de China se infiltraron en el Xinjiang ocupado por los soviéticos, reclamándolo gradualmente y obligando a Sheng Shicai a romper su alianza con los soviéticos.
La rebelión de Ili estalló en Xinjiang cuando el oficial musulmán chino del Kuomintang, Liu Bin-Di, fue asesinado mientras luchaba contra los rebeldes uigures en noviembre de 1944. La Unión Soviética apoyó a los rebeldes de Turkic contra el Kuomintang, y las fuerzas del Kuomintang estaban luchando contra ellos.
El gobierno chino de Kuomintang ordenó varias veces al general musulmán Ma Bufang que marche sus tropas hacia Xinjiang para intimidar al gobernador prosoviético Sheng Shicai. Esto ayudó a proporcionar protección para los asentamientos chinos en Xinjiang. Ma Bufang fue enviado con su caballería musulmana a Urumqi por el Kuomintang en 1945 durante la rebelión de Ili para protegerlo del ejército de Uyghur de Hi (nombre para Ili en ese momento).